# 플레이놈
플레이놈(playNomm)은 자체 블록체인 플랫폼인 레저메타버스 블록체인을 기반으로 한 NFT 마켓플레이스 플랫폼이다.